# Heterusia particulata
Heterusia particulata är en fjärilsart som beskrevs av Thierry-mieg 1895. Heterusia particulata ingår i släktet Heterusia och familjen mätare. Inga underarter finns listade i Catalogue of Life.